# Leptanilla tanakai
Leptanilla tanakai är en myrart som beskrevs av Baroni Urbani 1977. Leptanilla tanakai ingår i släktet Leptanilla och familjen myror. Inga underarter finns listade i Catalogue of Life.